# Elon Musk
Elon Reeve Musk (wym. /ˈi:lɒn ˈmʌsk/; ur. 28 czerwca 1971 w Pretorii) – południowoafrykański przedsiębiorca, założyciel, współzałożyciel lub finansista przedsiębiorstw SpaceX, Tesla, Neuralink, X.com (część firmy PayPal), The Boring Company oraz xAI. Pochodzi z Republiki Południowej Afryki, mieszka i pracuje w Stanach Zjednoczonych (posiada obywatelstwo południowoafrykańskie, kanadyjskie i amerykańskie). Dyrektor generalny i techniczny w SpaceX, dyrektor generalny i główny architekt w Tesla Inc. W styczniu 2021 został uznany najbogatszym człowiekiem świata przez magazyn „Forbes” i agencję Bloomberg. Od 28 października 2022 właściciel serwisu X (kiedyś „Twitter”). W okresie od 20 stycznia 2025 do 28 maja 2025 szef Departamentu Wydajności Rządu (Department of Government Efficiency, DOGE) w drugim gabinecie Donalda Trumpa. Według Forbesa w 2025 roku jego majątek był szacowany na 342 mld dolarów amerykańskich. 

## Życiorys

### Dzieciństwo i edukacja
Pochodzi z Południowej Afryki. Urodził się i wychował w stołecznej Pretorii, w białej rodzinie. Jego ojciec, inżynier Errol Musk, urodził się w Południowej Afryce jako syn Brytyjki i Południowoafrykańczyka, natomiast matka, modelka i dietetyczka Maye Musk, ma po ojcu amerykańskie pochodzenie i przyszła na świat w Kanadzie. W 1950 wyjechała z rodzicami do Południowej Afryki. Elon ma dwoje młodszego rodzeństwa: brata Kimbala i siostrę Toscę.
Po rozwodzie rodziców w 1980 Elon mieszkał głównie z ojcem. Kiedy miał 10 lat, dostał pierwszy komputer i nauczył się programować. Dwa lata później sprzedał swój pierwszy program – grę komputerową Blastar za około 500 dolarów.
Jako nastolatek uczęszczał do Pretoria Boys High School, którą ukończył w wieku 17 lat. Krótko później, częściowo z chęci uniknięcia obowiązkowej służby wojskowej w Południowoafrykańskich Siłach Obronnych (SADF), wyemigrował do Kanady, gdzie mieszkała rodzina jego matki. Planował przeniesienie się do Stanów Zjednoczonych.
W Kanadzie pracował u kuzyna na farmie w Swift Current, przy czyszczeniu kotłów w tartaku w Kolumbii Brytyjskiej i przy wyrębie lasów. Po dwóch latach przeniósł się do Toronto i pracował w dziale IT w banku, aplikując jednocześnie do Queen’s University. Opuścił Kanadę w 1992 roku po uzyskaniu stypendium na University of Pennsylvania. Tam uzyskał tytuł licencjata w dziedzinie ekonomii na wydziale Wharton Business School, po czym studiował tam jeszcze rok uzyskując tytuł licencjata w dziedzinie fizyki.

### Kariera
W 1995 roku rozpoczął studia na wydziale fizyki w Stanford University, po czym po dwóch dniach je rzucił, aby założyć przedsiębiorstwo Zip2.

#### Zip2
W 1995 z bratem, Kimbalem, korzystając z pieniędzy zebranych od niewielkiej grupy inwestorów-aniołów oraz z pomocą finansową ojca w wysokości 200 tys. dol, założył Zip2, firmę zajmującą się oprogramowaniem sieciowym. Firma opracowała i sprzedała internetowy „przewodnik po mieście” dla branży wydawniczej. Musk uzyskał kontrakty z „The New York Times” i „Chicago Tribune” oraz przekonał zarząd do porzucenia planów połączenia się z CitySearch. Będąc w Zip2, Musk chciał zostać CEO; jednak nikt z członków zarządu na to nie pozwolił. Compaq przejął Zip2 za 307 milionów USD w gotówce i 34 miliony USD w opcjach na akcje w lutym 1999. Musk otrzymał 22 miliony USD za swój siedmioprocentowy udział w sprzedaży.

#### X.com i PayPal
W marcu 1999 został współzałożycielem X.com, firmy świadczącej usługi finansowe i obsługującej płatności za pośrednictwem poczty elektronicznej, o wartości 10 milionów dol. Pieniądze na firmę uzyskał ze sprzedaży Zip2. Rok później X.com połączyło się z firmą Confinity, która była właścicielem PayPala, usługi transferu pieniędzy. Połączona firma skupiła się na usłudze PayPal i została przemianowana na „PayPal” w 2001. Wczesny wzrost PayPal był napędzany głównie przez wirusową kampanię marketingową, w której rekrutowano nowych klientów, gdy otrzymywali pieniądze za pośrednictwem usługi. Musk został w październiku 2000 usunięty ze swojej funkcji dyrektora generalnego (choć pozostał w zarządzie) ze względu na nieporozumienia z pozostałym kierownictwem firmy. Musk chciał zmigrować serwery PayPala z systemu Unix do systemu Microsoft Windows, z czym nie zgadzał się zarząd. W październiku 2002 serwis eBay przejął PayPal za 1,5 mld dol. w akcjach, z czego Musk otrzymał 165 mln dol. Przed sprzedażą Musk, który był największym udziałowcem spółki, posiadał 11,7% akcji PayPala.
W lipcu 2017 kupił domenę x.com od PayPal za nieujawnioną kwotę, stwierdzając, że ma dla niego „wielką wartość sentymentalną”.

#### SpaceX

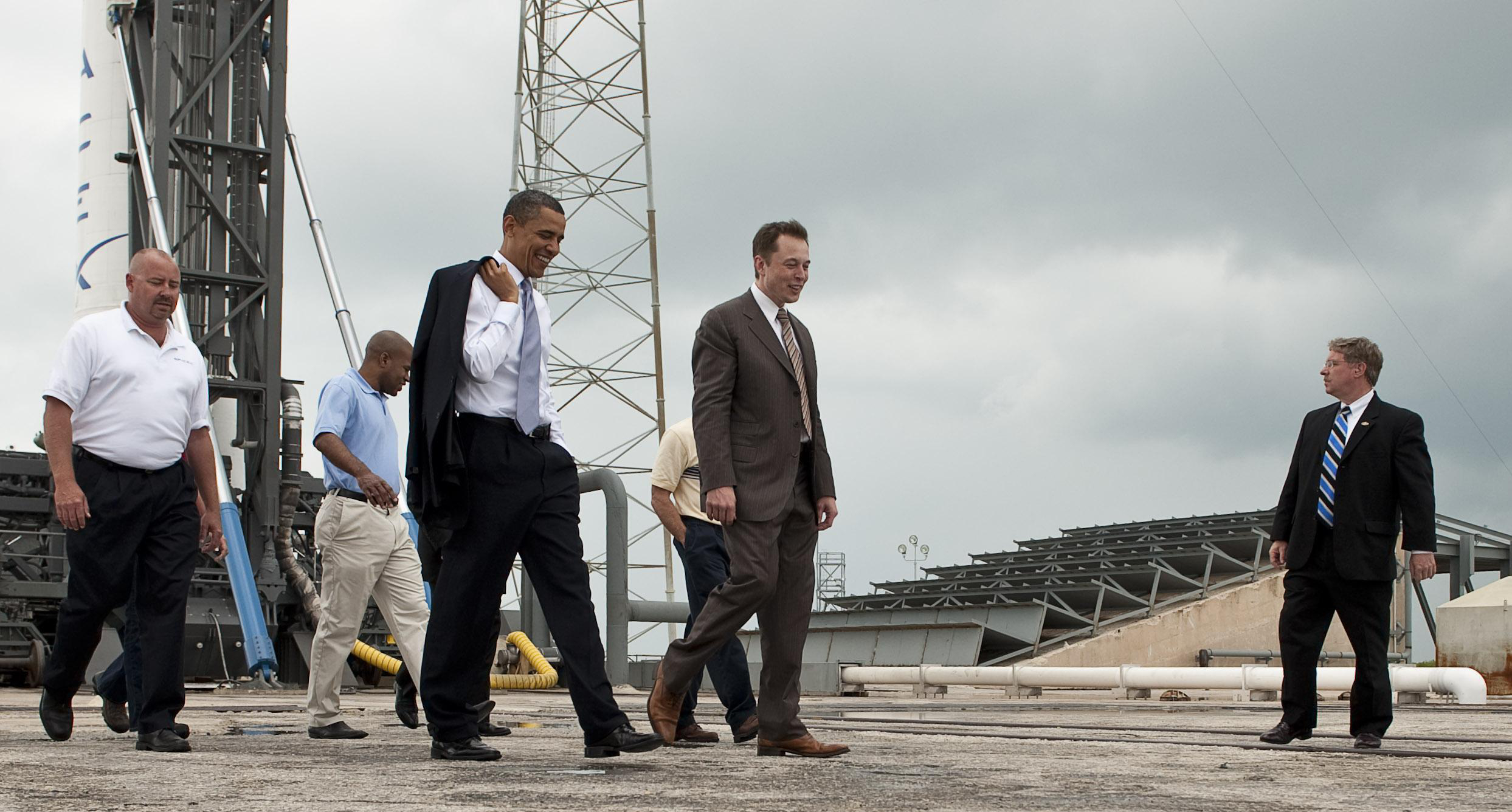
Musk oprowadzający prezydenta Baracka Obamę po stanowisku startowym rakiety Falcon 9.

W czerwcu 2002 założył swoje trzecie przedsiębiorstwo, Space Exploration Technologies (SpaceX), którego został dyrektorem generalnym i technicznym. SpaceX zajmuje się projektowaniem i konstruowaniem rakiet nośnych dla pojazdów kosmicznych, kładąc nacisk na ich niski koszt i niezawodność. Celem, który postawił sobie Musk, jest 100-krotne zmniejszenie kosztów lotów w kosmos, między innymi poprzez wielokrotne starty tych samych egzemplarzy rakiet. Pierwszą opracowaną przez przedsiębiorstwo rakietą była Falcon 1, wystrzelona po raz pierwszy 24 marca 2006. Rakieta ta we wrześniu 2009 jako pierwsza prywatna rakieta w historii astronautyki umieściła satelitę na orbicie Ziemi. Drugą rakietą jest Falcon 9, wystrzelona po raz pierwszy 4 czerwca 2010. Jej głównym zadaniem jest wynoszenie na orbitę stworzonych również przez to przedsiębiorstwo statków kosmicznych Dragon, obsługujących zaopatrzenie Międzynarodowej Stacji Kosmicznej. SpaceX pracuje również nad konstrukcją statku kosmicznego Starship, który ma być w stanie zapewnić obecność stałej kolonii na Marsie, oraz rozbudowuje konstelację satelitów Starlink, dostarczającą Internet satelitarny.
23 grudnia 2008 SpaceX zdobyła wart 1,6 miliarda dol. kontrakt na przeprowadzenie 12 lotów zaopatrzeniowych na Międzynarodową Stację Kosmiczną, przejmując rolę wahadłowców kosmicznych po ich wycofaniu z użytku w 2011. Początkowo pojazdy Dragon mają przewozić jedynie zaopatrzenie, pozostawiając transport astronautów statkom Sojuz. Augustine commission rekomendowała, aby w przyszłości transport astronautów przekazać komercyjnym przedsiębiorstwom, takim jak SpaceX.
30 maja 2020 roku o godzinie 19:22 UTC (21:22 czasu polskiego) z platformy startowej na Florydzie wystartowała rakieta Falcon 9 z astronautami Robertem Behnkenem i Douglasem Hurleyem w ramach misji dostarczenia astronautów na Międzynarodową Stację Kosmiczną przez SpaceX. 31 maja o godzinie 14:16 UTC (16:16 czasu polskiego), po kilkunastogodzinnym locie, kapsuła Dragon przycumowała do ISS, co zakończyło powodzeniem ten etap misji. W jej ramach, astronauci pozostali na stacji przez kilka miesięcy, a następnie powrócili na Ziemię.
Musk postrzega badania kosmosu jako istotny krok w rozprzestrzenieniu, a nawet przetrwaniu ludzkiej świadomości. Stwierdził, że kolonizacja innych planet może stanowić zabezpieczenie przed zagrożeniami dla przetrwania gatunku: „Może nas zniszczyć uderzenie planetoidy, superwulkan, jak również zagrożenia, których dinozaury nigdy nie doświadczyły: zaprojektowany wirus, nieumyślne stworzenie mikro-czarnej dziury, katastrofalne globalne ocieplenie albo jakaś jeszcze nieznana technologia. Ludzkość ewoluowała przez miliony lat, ale w ciągu ostatnich sześćdziesięciu lat broń atomowa dała nam możliwość unicestwienia siebie. Prędzej czy później musimy rozprzestrzenić się poza tę zielono-niebieską kulę, albo wyginąć”.

#### Tesla Motors

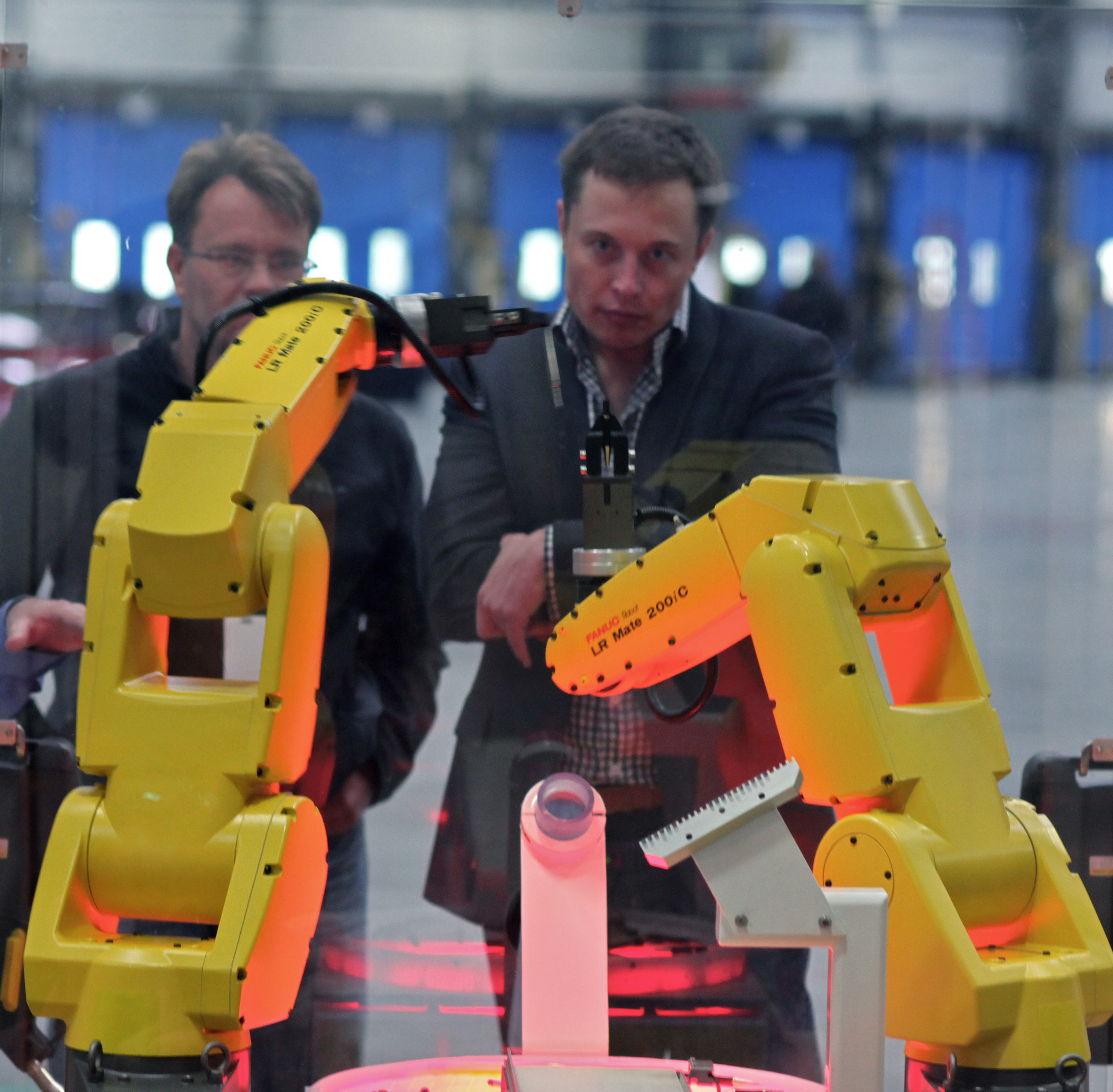
Musk obserwujący pokaz linii produkcyjnej w zakupionej przez Tesla Motors fabryce NUMMI.

Musk posiada pakiet kontrolny w Tesla Motors i jest głównym architektem jej produktów. Od października 2008 jest jej prezesem zarządu. Tesla Motors wyprodukowała w pełni elektryczny samochód sportowy Tesla Roadster. Musk jest autorem głównej biznesowej strategii przedsiębiorstwa, którą jest dostarczenie niedrogich elektrycznych samochodów do masowego klienta. Tesla Roadster został stworzony jako pierwszy krok – samochód skierowany do zamożnych klientów, którzy kupując go sfinansowaliby badania i projektowanie tańszych modeli. Kolejnym modelem jest sprzedawany od 2012 roku Model S – czterodrzwiowy rodzinny sedan, w najtańszej wersji kosztujący połowę tego co Roadster. Na bazie Modelu S zaprojektowano również crossover Model X z napędem na cztery koła i dwoma silnikami elektrycznymi. Samochody będą miały 60 proc. wspólnych części. W marcu 2016 Musk zaprezentował ekonomiczny Model 3 o podstawowej cenie 35 tys. dol., który jest przeznaczony dla masowego odbiorcy. Samochód wszedł na rynek w lipcu 2017. Musk planuje również sprzedaż elektrycznych układów napędowych, które umożliwiłyby innym przedsiębiorstwom tworzenie własnych modeli bez konieczności opracowywania ich od podstaw. W gazetach jego działania porównywane są do działań Henry’ego Forda za rewolucyjne podejście do rozwoju motoryzacji. Od 1 lutego 2016 przedsiębiorstwo nosi nazwę Tesla Inc. Produkuje również samochody autonomiczne.

#### Thud
W 2018 ogłosił na swoim koncie na Twitterze nowe komediowe przedsięwzięcie medialne, Thud. Musk trafił na nagłówki satyrycznego serwisu informacyjnego „The Onion” po tym, jak zatrudnił byłych pracowników serwisu. W 2014, przed przejęciem publikacji przez Univision, Musk wyraził zainteresowanie zakupem „The Onion”.

#### OpenAI
W grudniu 2015 ogłosił utworzenie OpenAI, organizacji badawczej non-profit zajmującej się sztuczną inteligencją (AI). OpenAI ma na celu rozwój sztucznej inteligencji ogólnej w sposób bezpieczny i korzystny dla ludzkości.
Udostępniając sztuczną inteligencję wszystkim, OpenAI chce „przeciwstawiać się dużym korporacjom, które mogą zdobyć zbyt wielką władzę dzięki posiadaniu systemów super-inteligencji poświęconych zyskom, a także rządom, które mogą wykorzystywać sztuczną inteligencję do zdobycia władzy, a nawet do uciskania swoich obywateli”. Musk stwierdził, że chce przeciwdziałać koncentracji władzy. W 2018 opuścił zarząd OpenAI, aby uniknąć „potencjalnego przyszłego konfliktu” ze swoją rolą dyrektora generalnego Tesli, ponieważ Tesla coraz bardziej angażuje się w AI.

#### Neuralink
W 2016 został współzałożycielem Neuralink, firmy zajmującej się rozwojem neurotechnologii. Jej celem jest integracja ludzkiego mózgu ze sztuczną inteligencją. Firma, która wciąż znajduje się we wczesnym stadium rozwoju, koncentruje się na tworzeniu urządzeń, które mogą być wszczepiane do ludzkiego mózgu w celu ułatwienia ludziom łączenia się z oprogramowaniem i pozwolenie im na dotrzymanie kroku postępowi sztucznej inteligencji. Ulepszenia te mogą poprawić pamięć lub umożliwić bardziej bezpośredni kontakt z urządzeniami komputerowymi. Musk uważa założenia Neuralink i OpenAI za powiązane: „OpenAI jest organizacją non-profit zajmującą się minimalizowaniem niebezpieczeństw sztucznej inteligencji, podczas gdy Neuralink pracuje nad sposobami wszczepiania technologii w nasze mózgi w celu tworzenia interfejsów umysł-komputer. (...) Neuralink pozwala naszym mózgom zachować prowadzenie w wyścigu inteligencji: maszyny nie będą mogły nas prześcignąć, jeśli będziemy mieli wszystko, co mają maszyny i wszystko to, co my mamy. Przy założeniu, że to co mamy rzeczywiście daje nam przewagę.
16 lipca 2019 poinformował, że Neuralink doprowadził do tego, iż małpa, dzięki specjalnemu wszczepowi, mózgiem obsługiwała komputer.

#### The Boring Company
Firma górnicza zajmująca się kopaniem tuneli, z siedzibą w Los Angeles, w Kalifornii, założona 17 grudnia 2016 przez Muska. W styczniu 2018 sprzedała 20 tysięcy miotaczy ognia.

#### SolarCity
Musk jest głównym inwestorem i członkiem zarządu przedsiębiorstwa SolarCity, przedsiębiorstwa produkującego ogniwa fotowoltaiczne, zarządzanej przez jego kuzyna Lyndona Rive. Główną motywacją dla badań w SolarCity, podobnie jak w Tesla Motors, jest przeciwdziałanie globalnemu ociepleniu. Firma została przejęta przez Tesla Inc.

#### Hyperloop
12 sierpnia 2013 zaprezentował propozycję nowej formy komunikacji między „the Greater Los Angeles Area” (grupa miast zgromadzonych wokół Los Angeles) i „the San Francisco Bay Area” (grupa miast zgromadzonych wokół San Francisco), po jego rozczarowaniu gdy projekt „California High-Speed Rail system” (Kalifornijskie Koleje Dużych Prędkości) został zaakceptowany. Nową formę komunikacji nazwał „Hyperloop”, jej zasięg obejmowałby około 560 km, od Sylmar (północna dzielnica Los Angeles) do Hayward (miasto położone we wschodniej części „the San Francisco Bay Area”) i teoretycznie umożliwiałaby podróżowanie między tymi obszarami w 30 minut lub mniej, zapewniając krótszy czas podróży niż nawet komercyjny samolot. Musk proponuje: aby stworzyć podróż tańszą niż jakikolwiek inny środek transportu dla tak długich dystansów, zastosować podciśnienie w celu zmniejszenia oporu powietrza (pozwoliłoby to na dużą prędkość jazdy przy relatywnie małej mocy), całkowicie polegać na energii słonecznej przy wszystkich wymaganiach energetycznych. Całkowity koszt systemu oszacowano na 6 miliardów dolarów.
W 2015 ogłosił konkurs projektowy dla studentów i innych osób na budowę kapsuł Hyperloop, które miały działać na sponsorowanym przez SpaceX torze o długości mili, w ramach konkursu na kapsuły Hyperloop 2015–2017. Tor został wykorzystany po raz pierwszy w styczniu 2017, a Musk ogłosił również, że firma rozpoczęła projekt tunelu, którego celem jest lotnisko Hawthorne Municipal. W lipcu 2017 Musk twierdził, że otrzymał „ustną zgodę rządu” na budowę hyperloopa z Nowego Jorku do Waszyngtonu, Wzmianka o planowanym odcinku z Waszyngtonu do Baltimore została usunięta ze strony internetowej Boring Company w 2021 Projekt tunelu do Hawthorne został przerwany w 2022 r. i ma zostać przekształcony w miejsca parkingowe dla pracowników SpaceX. W opinii biografa Ashlee Vance, Musk miał nadzieję, że Hyperloop „zmusi opinię publiczną i ustawodawców do ponownego przemyślenia propozycji szybkiej kolei” obecnej w Kalifornii w tamtym czasie i rozważenia bardziej „kreatywnych” pomysłów.
W celu wdrożenia koncepcji Hyperloop powstało kilka firm: Hyperloop One, Hyperloop Transportation Technologies (HTT), TransPod, Hardt Hyperloop, Nevomo, Zeleros i Arrivo, The Arrival Company (która została założona przez byłych pracowników Hyperloop One). Sam Musk nie jest zaangażowany w żadną z tych firm.
Twitter/X
Musk był wielokrotnie krytykowany za nieprzestrzeganie standardów dotyczących reagowania na mowę nienawiści przez platformę Twitter/X (jest jej właścicielem od października 2022 roku). Komisja Europejska poinformowała w lipcu 2024, że Twitter/X narusza o akt o usługach cyfrowych (DSA) w obszarach przejrzystości, ponieważ „wprowadza w błąd użytkowników, nie zapewnia odpowiedniego repozytorium reklam oraz blokuje badaczom dostęp do danych”. Według raportu Stowarzyszenia „Nigdy Więcej”, platforma w zdecydowanej większości odmawia usuwania treści nawołujących do nienawiści lub ignoruje nadsyłane zgłoszenia.

#### xAI
W 2023 załozył firmę xAI. Według Muska firma powstała z przesłaniemː „zrozumienie prawdziwej natury wszechświata”. 4 listopada 2023 xAI zaprezentowała Grok, chatbota opartego na sztucznej inteligencji, zintegrowanego z platformą X.

### Działalność filantropijna
Musk przewodniczy Fundacji Muska, finansującej edukację naukową, pomoc pediatryczną i badania nad czystą energią. Jest powiernikiem X PRIZE Foundation, promującej technologie odnawialnych źródeł energii. Zasiada w zarządzie Space Foundation, The Planetary Society, The National Academies Aeronautics, Space Engineering Board i Stanford Engineering Advisory Board.
W 2001 stworzył plany projektu „Mars Oasis”, którego celem byłoby umieszczenie na powierzchni Marsa miniaturowej szklarni i badanie rozwoju roślin na marsjańskim regolicie. Zawiesił ten projekt, gdy zorientował się, że koszty transportu wielokrotnie przewyższyłyby wszystkie inne koszty. Zamiast tego zdecydował się pracować nad rozwojem transportu kosmicznego i stworzył przedsiębiorstwo SpaceX.

### Kariera aktorska
Zagrał niewielką rolę w filmie Iron Man 2. Zdjęcia do tego filmu były kręcone w fabryce należącej do SpaceX. Musk jeździł samochodem McLaren F1, który kupił za około milion USD i sprzedał w 2007 za około 1,5 miliona dol. Posiada także prywatne samoloty Aero L-39 Albatros oraz Dassault Falcon 900, użyty na planie filmu Dziękujemy za palenie, którego był producentem. Pojawił się również jako słuchacz przemówienia Willa Castera granego przez Johnny’ego Deppa w filmie Transcendencja. Musk wystąpił w filmie Maczeta zabija jako on sam. W jednym z odcinków serialu Teoria wielkiego podrywu pojawił się jako on sam w roli wolontariusza w stołówce dla ubogich. W szóstym odcinku pierwszego sezonu serialu Młody Sheldon został poruszony wątek firmy SpaceX, a Elon Musk zagrał samego siebie.

### Zaangażowanie w amerykańską politykę

#### Przed 2024
Wraz z uzyskaniem w 2002 obywatelstwa Stanów Zjednoczonych Elon Musk nabył też prawo do głosowania w wyborach w tym kraju. W będącym wówczas jego miejscem zamieszkania stanie Kalifornia został zarejestrowany jako wyborca bez preferencji partyjnych. W sierpniu 2020 anulował swoją rejestrację w tym stanie w związku z przeprowadzką do Teksasu. W Teksasie, według stanu na rok 2024, miejscem jego rejestracji wyborczej jest miasto Brownsville. Podczas 18-letniego okresu mieszkania w Kalifornii tylko dwukrotnie wziął czynny udział w wyborach: w 2016 i w 2018.
Przez lata wspierał finansowo zarówno Partię Demokratyczną, jak i Partię Republikańską, jednak od końca I dekady wieku XXI przekazywał darowizny niemal wyłącznie Republikanom. W maju 2022 we wpisie w serwisie Twitter oświadczył, że choć w przeszłości głosował na Demokratów, to nie może dłużej ich wspierać, gdyż „stali się partią podziałów i nienawiści”, zaś w listopadzie tego samego roku także na Twitterze zachęcił „wyborców o niezależnych poglądach” do głosowania na Republikanów w wyborach do Kongresu USA. W wyborach prezydenckich w 2016 głosował na Hillary Clinton zaś w tego samego rodzaju wyborach cztery lata później oddał głos na Joego Bidena, chociaż wcześniej w 2020 nie dawał żadnych wyrazów popierania tego polityka: w tegorocznych prawyborach prezydenckich Demokratów poparł Andrew Yanga, zaś w okresie kampanii wyborczej udzielił poparcia Kanyemu Westowi w jego staraniach o prezydenturę USA.
Zgodnie z opublikowanymi w 2024 doniesieniami dziennika „The Wall Street Journal”, w 2023 Musk przekazał darowiznę w wysokości 10 milionów dolarów na rzecz kampanii prezydenckiej Rona DeSantisa przed wyborami w 2024.

#### Wspieranie Donalda Trumpa w 2024
Według stanu na 6 listopada 2024 Elon Musk przekazał, zgodnie z danymi Federalnej Komisji Wyborczej, prawie 119 milionów dolarów na rzecz komitetu działań politycznych, który powołał do życia, aby wesprzeć Donalda Trumpa w jego walce o urząd prezydenta Stanów Zjednoczonych w wyborach w 2024. Musk zdecydował się „w pełni” popierać Trumpa tuż po dokonanym 13 lipca 2024 nieudanym zamachu na jego życie – przedsiębiorca stwierdził wówczas, że Trump jest „najtwardszym kandydatem od czasu Theodore’a Roosevelta”. Później w trakcie kampanii wyborczej Trumpa pojawiał się na jego wiecach, ponadto 12 sierpnia 2024 przeprowadził z nim utrzymany w pochlebnej konwencji wywiad w kontrolowanym przez siebie serwisie X.
12 listopada 2024 Donald Trump jako prezydent elekt ogłosił, że w jego przyszłej administracji Elon Musk wraz z Vivekiem Ramaswamym pokieruje nowym „Departamentem Wydajności Rządu” (Department of Government Efficiency, DOGE). Według Trumpa, instytucja ta, co do której nie były wówczas znane żadne konkrety dotyczące jej działalności, miała „udzielać porad i wskazówek z pozycji poza rządem”.

#### Stanowisko w gabinecie Donalda Trumpa
20 stycznia 2025 świeżo zaprzysiężony 47. prezydent Stanów Zjednoczonych Donald Trump podpisał rozporządzenie wykonawcze, ustanawiające Departament Wydajności Rządu mający „wprowadzić w życie prezydencką Agendę DOGE poprzez modernizację federalnej technologii i oprogramowania w celu maksymalizacji wydajności i produktywności rządu”. Jeszcze tego samego dnia Elon Musk samodzielnie objął funkcję szefa organizacji zapewniając sobie służbowy adres e-mail i przestrzeń biurową Białego Domu. Wskazany w okresie kampanii wyborczej przez Trumpa do współkierowania Departamentem Vivek Ramaswamy kilka godzin po jego zaprzysiężeniu zrezygnował z tej roli. 3 lutego 2025 sekretarz prasowa Białego Domu Karoline Leavitt powiedziała, że Musk ma status specjalnego pracownika rządowego (Special Government employee, SGE), spełnia wszystkie obowiązujące prawa federalne i dostał od prezydenta Trumpa zadanie „wyrzucenia oszustw, marnotrawstwa i nadużyć z rządu federalnego”.  
28 maja 2025 we wpisie w serwisie X Elon Musk poinformował, że rezygnuje z funkcji szefa Departamentu Wydajności Rządu, gdyż „jego zaplanowany czas jako specjalnego pracownika rządowego dobiega końca”. Zgodnie z doniesieniami NBC News, tego samego dnia wieczorem oficjalnie zakończył pracę w Białym Domu. Jego odejście zostało oficjalnie potwierdzone podczas wspólnej konferencji prasowej w Gabinecie Owalnym z Trumpem 30 maja 2025. Po odejściu z urzędu Musk skrytykował projekt ustawy podatkowej i wydatkowej administracji Trumpa, tzw. Big Beautiful Bill, nazywając go „ohydną obrzydliwością” ze względu na jego przepisy zwiększające deficyt. Między Muskiem a Trumpem rozpoczął się spór, w którym Trump zaproponował rozwiązanie kontraktów rządowych Muska, a Musk zarzucił Trumpowi powiązania z przestępcą seksualnym Jeffreyem Epsteinem.

## Życie prywatne
Oprócz obywatelstwa Południowej Afryki, z której pochodzi, Elon Musk posiada także obywatelstwo Kanady (od 1989) i Stanów Zjednoczonych (od 2002). Mieszka w Boca Chica w amerykańskim stanie Teksas nieopodal siedziby swojej firmy SpaceX (stan na rok 2025).
Ma pięcioro dzieci ze swoją byłą żoną, kanadyjską aktorką i pisarką Justine Musk. Jego drugą żoną była brytyjska aktorka Talulah Riley, z którą rozwiódł się w 2012, ale od 2013 do 2016 roku ponownie był z nią żonaty. W 2017 roku spotykał się z modelką oraz aktorką Amber Heard, z którą zakończył związek w lutym 2018. W kwietniu 2018 związał się z kanadyjską piosenkarką i kompozytorką Claire Boucher. 4 maja 2020 para powitała swojego pierwszego syna. W grudniu 2021 roku para doczekała się drugiego dziecka, urodzonego przez surogatkę. W 2022 para się rozstała.
Rodzeństwo Muska również urodziło i wychowało się w Południowej Afryce, u progu dorosłości emigrując do Ameryki Północnej. Mieszkająca w Kanadzie Tosca Musk, siostra Elona, jest założycielką Musk Entertainment i producentką kilkunastu filmów. Sam Elon Musk był producentem jej pierwszego filmu Puzzled. Kimbal Musk, brat, jest dyrektorem generalnym przedsiębiorstwa OneRiot specjalizującego się w wyszukiwaniu w sieci w czasie rzeczywistym oraz właścicielem restauracji The Kitchen w Boulder. Podobnie jak Elon, po emigracji do Ameryki Północnej, z Kanady trafił do Stanów Zjednoczonych.
W trakcie programu Saturday Night Live wyznał, że ma zespół Aspergera.

## Majątek
| Rok  | Majątek (w mld$) | Źródło          |
| ---- | ---------------- | --------------- |
| 2013 | 2.7              | [ 112 ]         |
| 2014 | 8.4              | [ 112 ]         |
| 2015 | 12               | [ 112 ]         |
| 2016 | 10.7             | [ 112 ]         |
| 2017 | 13.9             | [ 112 ]         |
| 2018 | 19.9             | [ 113 ] [ 112 ] |
| 2019 | 22.3             | [ 113 ] [ 112 ] |
| 2020 | 24.6             | [ 113 ] [ 112 ] |
| 2021 | 151              | [ 113 ] [ 112 ] |
| 2022 | 219              | [ 113 ] [ 112 ] |

## Poglądy polityczne
Poglądy polityczne Elona Muska są oceniane przez wielu obserwatorów jako skrajnie prawicowe i libertariańskie, choć w 2018 on zaprzeczył, że jest konserwatystą, a określił siebie jako politycznie umiarkowanego.
Musk wielokrotnie był oskarżany o rasizm, antysemityzm i transfobię. Sprzeciwiał się obostrzeniom podczas pandemii COVID-19 oraz popierał protesty przeciwko obowiązkowym szczepieniom w Kanadzie.

## Kontrowersje

### Tesla Motors
W październiku 2008 roku, po potwierdzeniu wcześniejszych doniesień, że Tesla Motors ma tylko 9 mln USD na swoich kontach, Musk zatrudnił zewnętrzne przedsiębiorstwo do przejrzenia wewnętrznych e-maili i logów z komunikatorów, a następnie zatrudnił detektywa do zebrania odcisków palców z wydruków pozostawionych przy kopiarkach w przedsiębiorstwie. W ten sposób wykrył, że pracownik Peng Zhou był źródłem przecieku o stanie majątku przedsiębiorstwa. Musk zaoferował Zhou opcję przeproszenia przedsiębiorstwa i rezygnacji ze stanowiska zamiast bycia oskarżonym. Zhou tę propozycję przyjął.
Po tym incydencie Musk usiłował wykryć pracowników ujawniających wewnętrzne informacje przedsiębiorstwa przez wysyłanie im minimalnie zmodyfikowanych wersji okólników, chcąc sprawdzić, która wersja trafi do prasy. Plan się nie powiódł, ponieważ główny prawnik w przedsiębiorstwie, Craig Harding, wysłał swoją wersję do wszystkich pracowników, dodając do niej ostrzejsze warunki umowy poufności.
26 maja 2009 roku były dyrektor Tesla Motors Martin Eberhard złożył pozew przeciwko Muskowi za zniesławienie i złamanie umowy. Tematem pozwu była kwestia określenia, kto ma prawo używać tytułu „założyciela” Tesla Motors. 29 lipca 2009 roku sąd odrzucił ten wniosek. Oficjalne oświadczenie przedsiębiorstwa określiło tę decyzję jako „spójną z przekonaniem o wspólnym udziale zespołu założycieli, włączając w to aktualnego dyrektora Elona Muska i głównego inżyniera J.B. Straubela, którzy obaj byli kluczowi dla stworzenia Tesli od jej początków”.
Na początku sierpnia Eberhard wycofał wniosek, a ostateczne porozumienie zostało osiągnięte 21 września. Dokładne warunki tego porozumienia nie zostały ujawnione, ale od tego czasu oficjalnymi założycielami Tesli są Martin Eberhard, Elon Musk, J.B. Straubel, Marc Tarpenning i Ian Wright.

### Tajlandia
2 lipca 2018 po akcji poszukiwawczej w tajlandzkiej jaskini Tham Luang została znaleziona grupa 13 turystów (12 młodych członków drużyny piłkarskiej oraz trenera). Wysoki poziom wody uniemożliwiał ich ewakuację. 6 lipca Elon Musk ogłosił, że pracujący dla niego inżynierowie z firm SpaceX oraz Boring Company udali się na miejsce, by pomóc w akcji ratunkowej. Zaoferował również użycie specjalnie zaprojektowanej miniłodzi ratunkowej. W rozmowie z CNN brytyjski nurek Vernon Unsworth skrytykował pomysł Muska i powiedział, że może on „wsadzić sobie swoją kapsułę tam, gdzie boli”. W odpowiedzi na to, miliarder wypuścił serię wpisów w serwisie Twitter, w których stwierdził, że nigdy nie widział Vernona w jaskini, poprosił go o wysłanie filmu z akcji ratunkowej, po czym dodał, że film nie będzie potrzebny, bo jego kapsuła dotrze na miejsce pobytu chłopców. Wszystko podsumował słowami „Sam się o to prosiłeś, pedofilu”. Po dwóch dniach Musk przeprosił za swoje słowa.

### Salut na inauguracji Donalda Trumpa
20 stycznia 2025 podczas inauguracji Donalda Trumpa jako 47. prezydenta Stanów Zjednoczonych Ameryki, Elon Musk położył prawą rękę na piersi, po czym wyciągnął ją w powietrze, a na koniec powiedział w stronę widowni: "My heart goes out to you!" (Moje serce idzie do was!). Ten gest został przez wielu obserwatorów zinterpretowany jako pozdrowienie hitlerowskie lub salut rzymski. Spowodowało to krytykę ze strony dużej części polityków, organizacji i wydawców medialnych. Jednocześnie część obserwatorów, w tym premier Izraela Binjamin Netanjahu lub Liga Antydefamacyjna, broniło Elona Muska, twierdząc, że ten odruch nie miał przypominać hitlerowskiego pozdrowienia. Gest Muska został pozytywnie odebrany przez wiele środowisk skrajnie prawicowych.
23 stycznia, trzy dni po tym wydarzeniu, Elon Musk opublikował na swoim profilu na portalu X serię żartów o tematyce nazistowskiej, co wywołało krytykę ze strony Ligi Antydefamacyjnej, która wcześniej stawała w obronie miliardera.

## Nagrody i wyróżnienia
- Został umieszczony na liście tygodnika „Time” 100 osób o największym wpływie na świat w 2010 roku
- Został umieszczony na liście 75 najbardziej wpływowych ludzi XXI wieku stworzonej przez miesięcznik „Esquire”[31].
- Wyróżniony jako Żywa legenda lotnictwa w 2010 roku przez Fundację Kitty Hawk za stworzenie następcy kosmicznego wahadłowca (rakiety Falcon 9 wraz z pojazdem Dragon)[144].
- Otrzymał nagrodę George’a Low od Amerykańskiego Instytutu Aeronautyki i Astronautyki za najwybitniejszy wkład w rozwój transportu kosmicznego w latach 2007/2008 (za opracowanie rakiety Falcon 1 – pierwszej prywatnej rakiety na paliwo ciekłe, która osiągnęła orbitę).
- Otrzymał nagrodę Von Brauna od National Space Society za przewodnictwo w najważniejszych osiągnięciach w podboju kosmosu w latach 2008/2009[145].
- Otrzymał nagrodę 2008 National Conservation Achievement od National Wildlife Federation za osiągnięcia przedsiębiorstw Tesla Motors i Solar City[146].
- Wyróżniony przez tygodnik „Aviation Week” w 2008 roku za najważniejsze osiągnięcie w rozwoju przemysłu kosmicznego[147].
- Wyróżniony jako Wynalazca Roku 2007 przez R&D Magazine za osiągnięcia przedsiębiorstw SpaceX, Tesla i SolarCity[148].
- Otrzymał nagrodę Automotive Executive of the Year Award w 2010 roku za osiągnięcia Tesla Motors. Jest najmłodszym w historii odbiorcą tej nagrody[149].
- Wyróżniony jako Przedsiębiorca Roku 2007 od miesięcznika „Inc.” za rozwój przedsiębiorstw Tesla i SpaceX[150].
- Otrzymał nagrodę Index Design w 2007 roku za projekt samochodu Tesla Roadster[151].
- Otrzymał doktorat honoris causa od Amherst College w Massachusetts.
- Otrzymał doktorat honoris causa w astronautyce od University of Surrey w Wielkiej Brytanii.
- W 2017 roku otrzymał doktorat honoris causa od Akademii Górniczo-Hutniczej im. Stanisława Staszica w Krakowie[152]
- W 2019 roku otrzymał nagrodę im. Stephena Hawkinga za „Zdumiewające osiągnięcia dla ludzkości i ogromne sukcesy na polu podróży kosmicznych”.
- W 2021 roku został Człowiekiem Roku Tygodnika „Time” za „ogromną władzę i wpływ na rzeczywistość”[153][154].